# Jérémy Gélin
Jérémy Pierre Gelin (ur. 24 kwietnia 1997 w Quimper) – francuski piłkarz grający na pozycji środkowego obrońcy w Amiens SC.

## Sukcesy

### Stade Rennais
- Puchar Francji: 2018/2019

### Francja U19
- Mistrzostwa Europy U-19: 2016[4]